# Ulgan
Ulgan, Ülgen (także Yurgen; w południowoałtajskim, chakaskim i szorskim Ӱлген) jest demiurgiem oraz najwyższym bóstwem w szamanizmie Ałtajczyków, Chakasów i Szorów. Jest bóstwem gromowładnym, czyli niosącym grzmoty. Jego rywalem jest Erlik – bóg podziemi i najwyższy władca królestwa zmarłych. Ulgan stworzył świat z grudy ziemi przyniesionej mu przez Erlika.
Według innych wersji Ülgen jest tylko tosem, czyli patronem rodowym – ubóstwionym przodkiem, którego czciły oddzielone od siebie, choć pokrewne seoki (klany) Ałtaju; od tego przodka mieli się wywodzić członkowie każdego z tych klanów. W starożytnych i średniowiecznych źródłach pisanych imię to nie jest ustalone, jednak informacje etnograficzne dostarczają materiału zawierającego charakterystykę Ülgena. W tej literaturze jest on twórcą Wszechświata; żyje na dziewiątej (według innych źródeł na piętnastej lub szesnastej) warstwie Nieba, za Słońcem i Księżycem (na wschodzie, gdzie wschodzi Słońce), tam gdzie znajduje się Złota Góra (Altyn-tuu). Ülgen mieszka w złotym pałacu o złotych wrotach i zasiada na złotym tronie.
Stwórcą wszystkiego i demiurgiem Ülgen stał się z pomocą Świętej Białej Matki (Ak-Ene). Dzieło stworzenia trwało sześć dni. Ülgen stworzył nie tylko Ziemię, niebo, Słońce, Księżyc, tęczę, grzmot i ogień, ale również pierwszego człowieka, którego kości zrobiono z trzciny, a ciało z gliny. Stworzył także psa (Iyt) i nakazał mu pilnować pierwszego człowieka. Jego dziełem są również bohaterowie (batyrowie) Majdera (Майдере) i Mangdyszira (Мангдышире), jak również kamienie, drzewa i kwiaty. Ülgen jest wreszcie stwórcą głowy i pępowiny ludzi i zwierząt gospodarskich, a także pastwisk i siedzib ludzkich.
Przed Potopem Ülgen poinstruował Namę, aby zbudował tratwę i nakazał wszystkim zwierzętom i ptakom, aby do niej wsiadły. Ülgen stworzył także kamów (szamanów), aby chronili przed Erlikiem i obdarza ludzi darem szamanizmu, określa, czy dany człowiek może być szamanem, czy nie, wyznacza duchy asystujące przyszłemu szamanowi i wskazuje, jak powinien być zrobiony bęben szamański. Niektóre seoki z południowego Ałtaju nie uznawały Ülgena za najwyższe bóstwo (na przykład seoki sojon i irkit, które niegdyś przywędrowały do Ałtaju z Tuwy).
Wygląd Ulgena nie został opisany lub został przedstawiony w sposób bardzo względny – humanoidalna postać, której głowa emanuje blaskiem. Mity wspominają o siedmiu lub dziewięciu synach i córkach Ülgena, ale nie wspominają o jego żonach. Jego dzieci nie urodziły się, ale oddzieliły się od ojca.
Syn Ülgena Karakusz-kan jest głową wszystkich nadprzyrodzonych pomocników szamana. Jego drugie imię to Czamgyl-kusztar („siedem czarnych ptaków Ülgena”). Podczas kamlania (ekstatycznego tańca szamańskiego przy dźwiękach bębna, podczas którego szaman kontaktuje się z duchami), Karakusz-kan towarzyszy kamowi, wprowadza ducha do zacieru i zabiera do domu tujes (pojemnik wykonany z kory brzozy), w którym zacier się znajdował. Karakusz-kan jest czczony przez Tubalarów, Północnych Ałtajczyków i wyznawców burchanizmu.